# Парк Дзержинского (Новосибирск)
Парк Дзержинского — парк культуры и отдыха в Дзержинском районе Новосибирска, образованный в 1930-е годы.

## Расположение
Расположен на склоне долины Каменки в Дзержинском районе Новосибирска. С юго-западной стороны его ограничивает Авиационная улица, с юго-востока — 1-я Рабочая улица, с северо-восточной стороны — здания детского сада № 493 и городской клинической больницы № 2, с северо-запада парк примыкает к проспекту Дзержинского. Напротив парка Дзержинского с противоположной стороны проспекта находится сквер Авиаторов.

## История
Парк был организован в 1930-годы на территории естественно произрастающего березняка и первоначально назывался «Сад Дзержинского» (данное название сохранилось для остановки и рынка, расположенных рядом). Уход за парком осуществлял завод имени Чкалова — каждый цех предприятия следил за определёнными аллеями. В то время здесь часто играл оркестр духовых инструментов.
В 1950-е гг. по бокам от входа в сад были установлены скульптуры Ленину и Сталину. На его территории находились карусели, танцевальная площадка, тир и летняя сцена. В летнее время устраивался лагерь дневного пребывания для детей.
В конце 60х - начале 70-х годов директором Сада Дзержинского была Галина Александровна Шевченко, которая сделала многое, чтобы парк стал достопримечательностью Новосибирска.  С 1969 г. по 1975 г. в Саду Дзержинского давала концерты основанная в 1966 г. студентами НГУ Михаилом Маминым и Степаном Пачиковым рок-группа The Black Lines (позднее называвшаяся «Гусляры») - лауреат фестиваля джазовых и рок-групп "Джаз-69". На каждый концерт группы приходило от 1000 до 2000 человек. На легендарную танцплощадку в Сад им. Ф. Э. Дзержинского съезжались любители современной  музыки со всех районов города. В этот период Сад Дзержинского стал центром молодёжной музыкальной культуры Новосибирска.
В 1977 году в парке установили памятник Ф.Э. Дзержинскому в честь столетия его рождения.
Во времена перестройки на территории сада существовал интеллектуальный клуб «Диалог» — аналог известной игры «Что? Где? Когда?».
В 1990-е парк начал разрушаться Архивная копия от 26 сентября 2019 на Wayback Machine. После создания здесь ночного клуба «Мэдисон» его стали воспринимать как криминальное место. В 2005 году владелец клуба был убит, само ночное заведение сгорело, а парк со временем пришёл в запустение.
В 2003 году парк Дзержинского стал филиалом парка «Березовая роща».
В 2012 году в парке было вырублено 79 берез под строительство православного храма.
В 2015 году холдинг «Сухой», в состав которого входит завод им. Чкалова, выделил средства на благоустройство парковой территории в размере 9 млн рублей.
В 2016 году к 85-летию завода имени Чкалова в парке были установлены фонарные столбы и заасфальтированы аллеи. Также появились скамейки, а со стороны проспекта Дзержинского — ограждение с трафаретными изображениями военных самолётов.

## Галерея

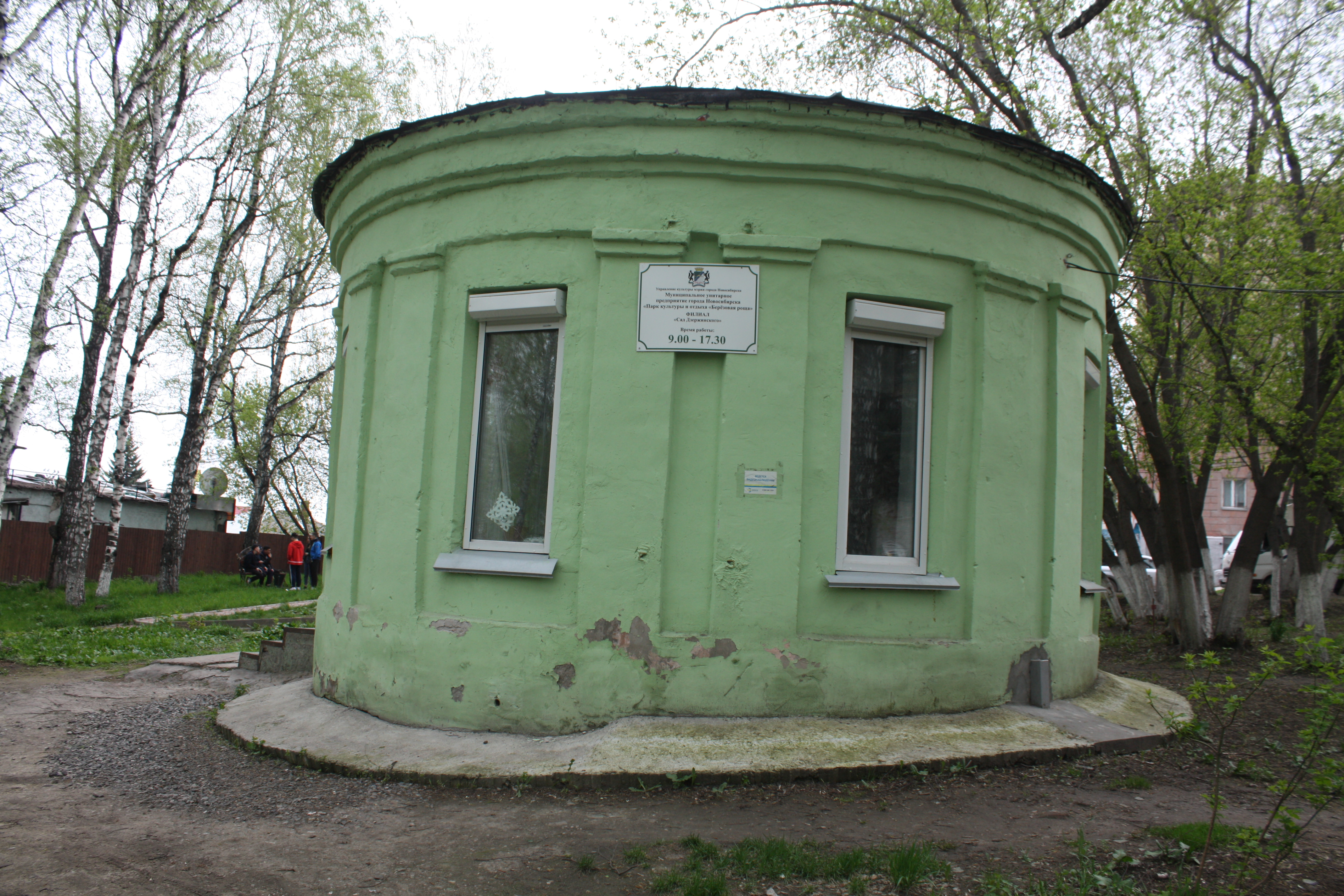
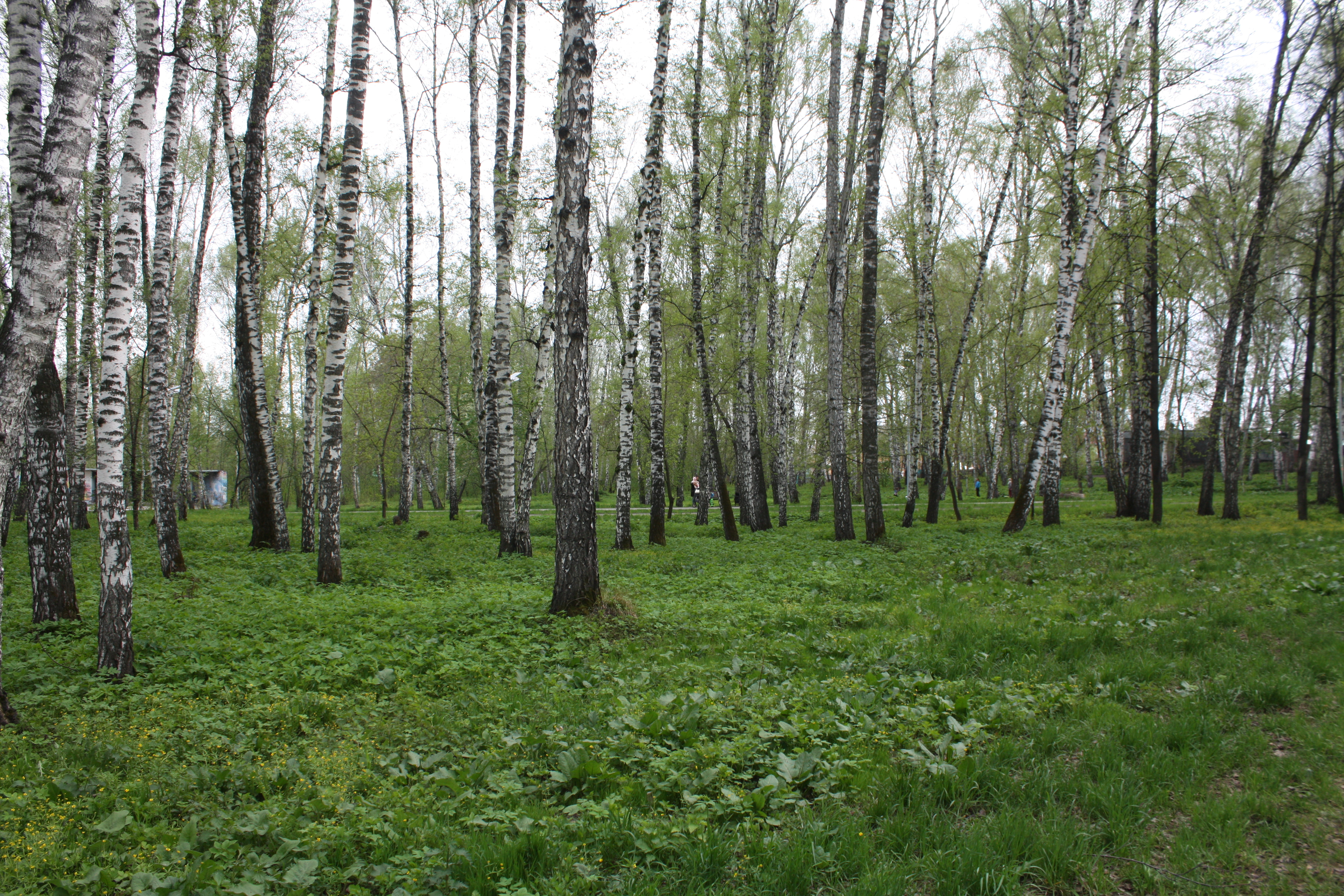
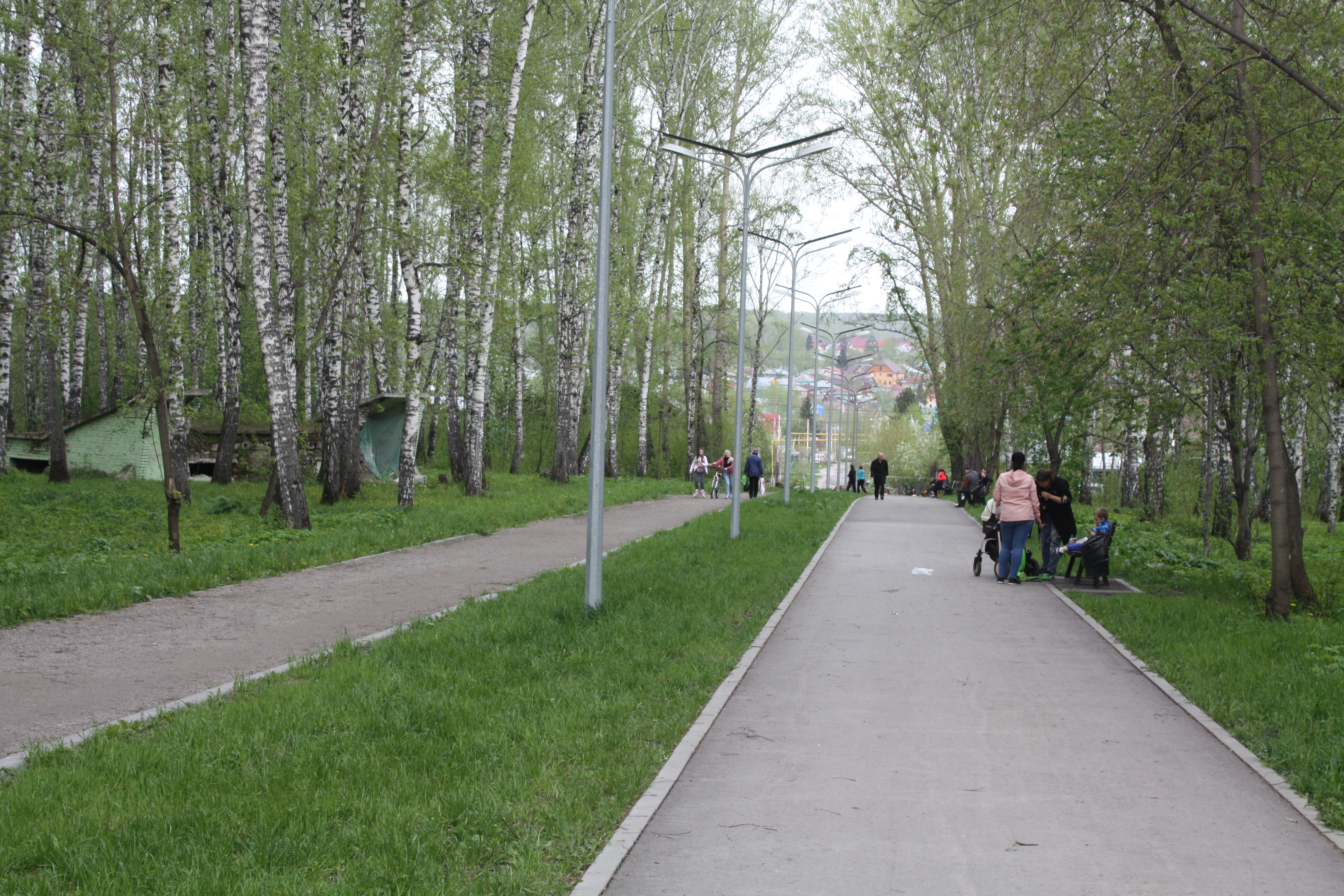

## Интересные факты
По воспоминаниям мэра Новосибирска Анатолия Локтя раньше в парке находилась парашютная вышка.